# Kingsland, Texas
Kingsland är en ort i Llano County i Texas. Enligt 2010 års folkräkning hade Kingsland 6 030 invånare.